# Regenbogen-Schlammnatter
Die Regenbogen-Schlammnatter (Farancia erytrogramma), manchmal auch als Regenbogennatter bezeichnet, ist eine ungiftige Schlangenart aus der Familie der Nattern. Neben der Nominatform Farancia erytrogramma erytrogramma wird die ausgestorbene Unterart Farancia erytrogramma seminola unterschieden.

## Merkmale
Die Regenbogen-Schlammnatter ist eine nahe Verwandte der Schlammnatter (Farancia abacura). Sie hat einen langen, kräftig gebauten Körper, der gewöhnlich eine Gesamtlänge von 91 bis 122 cm erreicht. Das größte gefangene Exemplar war 168 cm lang. Die Weibchen sind deutlich länger als die Männchen. Der schmale Kopf und der Nacken haben ungefähr die gleiche Breite. Die Zunge ist sehr kurz und reduziert. Die Schuppen sind glänzend und schillernd. Die Untergrundfarbe ist dunkel und drei klar gekennzeichnete rötliche und rosa Streifen erstrecken sich über die Länge des Rückens. Die Bauch ist sogar noch auffälliger gemustert. Auf einem leuchtend gelben bis roten Untergrund erstreckt sich eine Doppelreihe aus schwarzen Flecken. Die Schuppen sind glatt und die Afterschuppe ist gewöhnlich geteilt. Die Regenbogen-Schlammnatter hat eine hervorstehende Hornschuppe an der Schwanzspitze, vermutlich um glitschige Nahrung wie Aale und Salamander festhalten zu können. Die frischgeschlüpften Schlangen erreichen eine Körperlänge von 200 bis 220 mm und sind in ihrem Habitus den Altschlangen ähnlich.

## Verbreitung
Die Regenbogen-Schlammnatter ist in Zentralflorida, in Georgia, im östlichen Louisiana, im östlichen Virginia, in Alabama, Maryland, Mississippi, North Carolina und South Carolina beheimatet. Das Vorkommen der Unterart Farancia erytrogramma seminola war im Fisheating Creek im Glades County im südlichen Florida beschränkt.

## Lebensraum
Die Regenbogen-Schlammnatter bewohnt Bäche, Flüsse, Zypressensümpfe und Brackwasser-Marschland. Sie bevorzugt klare Quellgewässer und fließende Gewässer. Obwohl die Regenbogen-Schlammnatter ein strenger Wasserbewohner ist, kann man sie gelegentlich während der Winterruhe in sandigen Feldern nahe der Feuchtgebiete beobachten.

## Lebensweise
Die Regenbogen-Schlammnatter ist hauptsächlich nachtaktiv. Die Nahrung der Alttiere besteht aus Amerikanischen Aalen (Anguilla rostrata), was ihnen den englischen Trivialnamen Eel moccasin eingebracht hat. Die Jungschlangen ernähren sich von Amphibien, Kaulquappen und kleinen Fischen. Die Paarungszeit ist im Frühjahr und jedes Weibchen legt 10 bis 52 Eier in eine unterirdische Höhle im sandigen Boden. Die Weibchen verbleiben häufig bis zum Schlüpfen der Jungen nach 60 bis 80 Tagen bei den Eiern. Die Regenbogen-Schlammnatter hat zahlreiche Fressfeinde, darunter Waschbären, Fischotter, Rotluchse, Rotschulterbussarde und Kettenkönigsnattern.

## Status
Aufgrund der heimlichen Lebensweise lässt sich der Populationsstatus dieser Art schwer bestimmen. Dämme, die die Flussaufwärts- und Flussabwärtswanderungen der Amerikanischen Aale beeinträchtigen, wirken sich negativ auf die Bestände der flussaufwärts lebenden Populationen dieser Schlangenart aus. Die Unterart Farancia erytrogramma seminola wurde seit den 1950er-Jahren nicht mehr nachgewiesen und 2011 offiziell als ausgestorben erklärt.